# SALTI
 (mai 2023).
Il peut être nécessaire de l'améliorer pour respecter le principe de neutralité de point de vue. Veuillez consulter la page de discussion pour plus de détails.

 (mai 2023).
SALTI est une entreprise française de location de matériels de BTP pour les professionnels, basée à Marcq-en-Barœul, dans le Nord de la France. La société est spécialisée dans l’élévation, les travaux publics, la manutention, l’énergie, les bases-vie et est dirigée par Jean-Sébastien Guiot.

## Histoire
Créée en 1892 par la première génération de la famille Guiot, l’entreprise du même nom est spécialisée dans la construction de bâtiments industriels et d'édifices publics. En 1950 est créée l’entreprise Les Transports Industriels, ayant pour vocation le transport et le stockage. C’est en 1960 que l’entreprise Guiot devient connue sous le nom de SALTI (Société Anonyme Location et Transports Industriels) et se lance sur le marché de la location, à dimension nationale.

## Activité
Initialement spécialisé dans la location de matériels pour les travaux publics et la manutention, SALTI développe son activité d’élévation de personnes en 1980 avec la location de nacelles. En 2016 la société commence  à louer du matériel pour les bases-vie et l'énergie ,. SALTI participe à de nombreux chantiers tels que le Tunnel sous la Manche, le stade Bollaert à Lens, le stade de France ou encore les gares TGV,.

## Agences
C’est à Lomme, en 1960 que la première agence SALTI voit le jour, suivie d’une deuxième agence basée à Dunkerque en 1966. En 1991 a lieu l’ouverture de la troisième agence de SALTI. En 2000, l’entreprise ouvre à Nice et compte 14 agences. Après l’ouverture de sa dix-septième agence à Bordeaux en 2007, SALTI augmente le nombre d’agences ouvertes par an. En 2019 a lieu l’ouverture de la quarantième agence de l’entreprise. En 2022, SALTI ouvre trois nouvelles agences : une à Strasbourg, une à Saint Quentin et une à Saint Omer. En 2023, l’entreprise compte 45 agences avec l’ouverture de SALTI Maubeuge.

## Développement
Depuis 2013, l’entreprise est le seul loueur, en France, à être certifié MASE dans l’ensemble de ses agences. En 2020, SALTI lance sa gamme de matériels “verts et innovants” afin de répondre aux obligations réglementaires et d’être en phase avec les attentes du marché concernant l’environnement. Aujourd’hui, l’entreprise poursuit son développement, notamment à travers sa transition digitale.